# Sibila (película)
Sibila (en francés. Les dimanches de Ville d'Avray) es una película francesa dirigida por Serge Bourguignon en 1962 sobre la novela homónima de Bernard Eschasseriaux

## Argumento
Pierre, un antiguo piloto de guerra, sufre amnesia a causa de un accidente de avión al Extremo Oriente. Magdalena, la enfermera que lo recoge, le consagra toda su vida y su amor de mujer solitaria. Un día, acompañándola a la estación de Ville-d'Avray, Pierre conoce a Françoise, una huérfana de diez años, que vive con sus hermanas. Hace amistad con la niña. Después de hacerse pasar por su padre, la vista todos los domingos. Una tierna y pura complicidad se establece entre ellos. Pero esta relación escandaliza a la ciudad.

## Reparto
- Hardy Krüger: Pierre
- Nicole Courcel: Madeleine
- Patricia Gozzi: Françoise/Cybèle
- Daniel Ivernel: Carlos
- André Oumansky: Bernard
- Anne-Marie Coffinet: Françoise II
- Maurice Garrel: El policía
- René Clermont: El cartero
- Malka Ribowska
- Michel de Ré: Fiacre
- France Anglade: Lulu
- Serge Bourguignon: El caballero

## Premios y distinciones
Premios Óscar
| Año  | Categoría                          | Persona                           | Resultado |
| ---- | ---------------------------------- | --------------------------------- | --------- |
| 1963 | Mejor película de habla no inglesa | Serge Bourguignon                 | Ganador   |
| 1964 | Mejor orquestación de música       | Maurice Jarre                     | Nominado  |
| 1964 | Mejor guion adaptado               | Serge Bourguignon y Antoine Tudal | Nominado  |